# Lindia janickii
Lindia janickii är en hjuldjursart som beskrevs av Wiszniewski 1934. Lindia janickii ingår i släktet Lindia och familjen Lindiidae. Inga underarter finns listade i Catalogue of Life.